# Лазарево (Еврейская автономная область)
Ла́зарево — село в Ленинском районе Еврейской автономной области, административный центр Лазаревского сельского поселения. Население — 751 чел. (2010).

## География
Село Лазарево расположено к юго-западу от Биробиджана, через село проходит автотрасса областного значения Бирофельд — Амурзет, расстояние до Биробиджана (через село Бирофельд) 86 км.
Расстояние до районного центра села Ленинское около 44 км (на юго-восток, через сёла Унгун и Бабстово).

## Население
| 1917 | 1924 | 2002 | 2010 |
| ---- | ---- | ---- | ---- |
| 344  | ↗373 | ↗941 | ↘751 |

## Инфраструктура
- Сельскохозяйственные предприятия Ленинского района.
- Через село проходит железнодорожная линия Биробиджан I — Нижнеленинское, ближайшая железнодорожная станция в селе Унгун.
- МКОУ СОШ с. Лазарево